# Brasão de Rio Branco

Adoção 11 de outubro de 1964Uso Prefeitura de Rio Branco

O brasão de Rio Branco, capital do Estado do Acre, foi implementado pelo prefeito Anibal Miranda após a lei municipal nº 11 em 11 de outubro de 1964. Posteriormente em 1995 o prefeito Jorge Viana oficializou o uso do brasão com uma descrição heráldica, na lei nº1219 de 29 de dezembro de 1995.
O brasão apresenta uma coroa de ouro, um globo com uma faixa vermelha, um rio e uma frase escrita "UBIQUE PATRIA MEMOR".

## Significado dos símbolos
A coroa que aparece no Brasão de Armas de Rio Branco é na verdade um símbolo heráldico referente ao título de nobreza de barão, fazendo alusão ao Barão do Rio Branco, personalidade brasileira crucial para a História do Estado do Acre-Brasil.
O escudo na cor azul é um símbolo de arma passiva, protetora.
O globo com uma faixa vermelha representa a totalidade jurídica de um poder absoluto, sobre o poder exercido entre o seu território delimitado.
Um rio de prata em curso simbolizando a fertilidade, da morte e da renovação.
A frase "UBIQUE PATRIA MEMOR" que em latim significa "Em toda a Parte se Recorda-se da Pátria", extraida do ex-libris do Barão do Rio Branco, no qual saiu do Brasil para ser embaixador na Alemanha, significando que mesmo longe não se esquece de sua pátria.
1. 1 2 3 4 5 6   Rio Branco 140 anos: capital não tem hino oficial e bandeira faz homenagem ao barão que ajudou a anexar o Acre ao Brasil. Disponível em: <https://g1.globo.com/ac/acre/noticia/2022/12/28/rio-branco-140-anos-capital-nao-tem-hino-oficial-e-bandeira-faz-homenagem-ao-barao-que-ajudou-a-anexar-o-acre-ao-brasil.ghtml>. Acesso em: 21 maio. 2024.
2. ↑   Ordem de Rio Branco. Disponível em: <https://www.gov.br/mre/pt-br/assuntos/cerimonial/ordem-de-rio-branco>. Acesso em: 21 maio. 2024.